# Gran Premi de l'Índia del 2013
El Gran Premi de l'Índia de Fórmula 1 de la temporada 2013 s'ha disputat al Circuit Internacional de Buddh, del 25 al 27 d'octubre del 2013.

## Resultats de la qualificació
| Pos                  | No | Pilot               | Constructor          | Part 1   | Part 2   | Part 3   | Sortida |
| -------------------- | -- | ------------------- | -------------------- | -------- | -------- | -------- | ------- |
| 1                    | 1  | Sebastian Vettel    | Red Bull-Renault     | 1:25.943 | 1:24.568 | 1:24.119 | 1       |
| 2                    | 9  | Nico Rosberg        | Mercedes             | 1:25.833 | 1:25.304 | 1:24.871 | 2       |
| 3                    | 10 | Lewis Hamilton      | Mercedes             | 1:25.802 | 1:25.259 | 1:24.941 | 3       |
| 4                    | 2  | Mark Webber         | Red Bull-Renault     | 1:25.665 | 1:25.097 | 1:25.047 | 4       |
| 5                    | 4  | Felipe Massa        | Ferrari              | 1:25.793 | 1:25.389 | 1:25.201 | 5       |
| 6                    | 7  | Kimi Räikkönen      | Lotus-Renault        | 1:25.819 | 1:25.191 | 1:25.248 | 6       |
| 7                    | 11 | Nico Hülkenberg     | Sauber-Ferrari       | 1:25.883 | 1:25.339 | 1:25.334 | 7       |
| 8                    | 3  | Fernando Alonso     | Ferrari              | 1:25.934 | 1:24.885 | 1:25.826 | 8       |
| 9                    | 6  | Sergio Pérez        | McLaren-Mercedes     | 1:26.107 | 1:25.365 | 1:26.153 | 9       |
| 10                   | 5  | Jenson Button       | McLaren-Mercedes     | 1:25.574 | 1:25.458 | 1:26.487 | 10      |
| 11                   | 19 | Daniel Ricciardo    | Toro Rosso-Ferrari   | 1:25.673 | 1:25.519 |          | 11      |
| 12                   | 14 | Paul di Resta       | Force India-Mercedes | 1:25.908 | 1:25.711 |          | 12      |
| 13                   | 15 | Adrian Sutil        | Force India-Mercedes | 1:26.164 | 1:25.740 |          | 13      |
| 14                   | 18 | Jean-Éric Vergne    | Toro Rosso-Ferrari   | 1:26.155 | 1:25.798 |          | 14      |
| 15                   | 17 | Valtteri Bottas     | Williams-Renault     | 1:26.178 | 1:26.134 |          | 15      |
| 16                   | 12 | Esteban Gutiérrez   | Sauber-Ferrari       | 1:26.057 | 1:26.336 |          | 16      |
| 17                   | 8  | Romain Grosjean     | Lotus-Renault        | 1:26.577 |          |          | 17      |
| 18                   | 16 | Pastor Maldonado    | Williams-Renault     | 1:26.842 |          |          | 18      |
| 19                   | 22 | Jules Bianchi       | Marussia-Cosworth    | 1:26.970 |          |          | 19      |
| 20                   | 21 | Giedo van der Garde | Caterham-Renault     | 1:27.105 |          |          | 20      |
| 21                   | 20 | Charles Pic         | Caterham-Renault     | 1:27.487 |          |          | 21      |
| 22                   | 23 | Max Chilton         | Marussia-Cosworth    | 1:28.138 |          |          | 22      |
| Temps 107% :1:31.564 |    |                     |                      |          |          |          |         |
| Font:                |    |                     |                      |          |          |          |         |

## Resultats de la Cursa
| Pos   | No | Pilot               | Constructor          | Voltes | Temps / Retirada | Pos.Sortida | Punts |
| ----- | -- | ------------------- | -------------------- | ------ | ---------------- | ----------- | ----- |
| 1     | 1  | Sebastian Vettel    | Red Bull-Renault     | 60     | 1h 31' 12. 187   | 1           | 25    |
| 2     | 9  | Nico Rosberg        | Mercedes             | 60     | + 29.823 s       | 2           | 18    |
| 3     | 8  | Romain Grosjean     | Lotus-Renault        | 60     | + 39.892 s       | 17          | 15    |
| 4     | 4  | Felipe Massa        | Ferrari              | 60     | + 41.692 s       | 5           | 12    |
| 5     | 6  | Sergio Pérez        | McLaren-Mercedes     | 60     | + 43.829 s       | 9           | 10    |
| 6     | 10 | Lewis Hamilton      | Mercedes             | 60     | + 52.475 s       | 3           | 8     |
| 7     | 7  | Kimi Räikkönen      | Lotus-Renault        | 60     | + 1:07.988 min.  | 6           | 6     |
| 8     | 14 | Paul di Resta       | Force India-Mercedes | 60     | + 1:12.868 min.  | 12          | 4     |
| 9     | 15 | Adrian Sutil        | Force India-Mercedes | 60     | + 1:14.734 min.  | 13          | 2     |
| 10    | 19 | Daniel Ricciardo    | Toro Rosso-Ferrari   | 60     | + 1:16.237 min.  | 11          | 1     |
| 11    | 3  | Fernando Alonso     | Ferrari              | 60     | + 1:18.297 min.  | 8           |       |
| 12    | 16 | Pastor Maldonado    | Williams-Renault     | 60     | + 1:18.951 min.  | 18          |       |
| 13    | 18 | Jean-Éric Vergne    | Toro Rosso-Ferrari   | 59     | + 1 volta        | 14          |       |
| 14    | 5  | Jenson Button       | McLaren-Mercedes     | 59     | + 1 volta        | 10          |       |
| 15    | 12 | Esteban Gutiérrez   | Sauber-Ferrari       | 59     | + 1 volta        | 16          |       |
| 16    | 17 | Valtteri Bottas     | Williams-Renault     | 59     | + 1 volta        | 15          |       |
| 17    | 23 | Max Chilton         | Marussia-Cosworth    | 58     | + 2 voltes       | 22          |       |
| 18    | 22 | Jules Bianchi       | Marussia-Cosworth    | 58     | + 2 voltes       | 19          |       |
| 19    | 11 | Nico Hülkenberg     | Sauber-Ferrari       | 54     | Frens            | 7           |       |
| Ret   | 2  | Mark Webber         | Red Bull-Renault     | 39     | Alternador       | 4           |       |
| Ret   | 20 | Charles Pic         | Caterham-Renault     | 35     | Hidràulics       | 21          |       |
| Ret   | 21 | Giedo van der Garde | Caterham-Renault     | 1      | Col·lisió        | 20          |       |
| Font: |    |                     |                      |        |                  |             |       |